# Myopias mayri
Myopias mayri är en myrart som först beskrevs av Horace Donisthorpe 1932.  Myopias mayri ingår i släktet Myopias och familjen myror. Inga underarter finns listade i Catalogue of Life.